# Alcalá del Obispo (kommunhuvudort)
Alcalá del Obispo är en kommunhuvudort i Spanien.   Den ligger i provinsen Provincia de Huesca och regionen Aragonien, i den nordöstra delen av landet, 300 km nordost om huvudstaden Madrid. Alcalá del Obispo ligger 499 meter över havet och antalet invånare är 368.
Terrängen runt Alcalá del Obispo är lite kuperad. Runt Alcalá del Obispo är det mycket glesbefolkat, med 6 invånare per kvadratkilometer. Närmaste större samhälle är Huesca, 11,7 km nordväst om Alcalá del Obispo. Trakten runt Alcalá del Obispo består till största delen av jordbruksmark.